# John Bach
John Bach (Wales, 5 juni 1946) is een in Welsh acteur die het grootste deel van zijn carrière gewerkt heeft in Nieuw-Zeeland.
Zijn bekendste rol is Madril in de twee laatste films van de The Lord of the Rings trilogie (2001-2003), maar hij heeft ook verschillende televisierollen op zijn naam staan in Nieuw-Zeeland. Waaronder de titelrol van Inspecteur Duggan van de televisieserie Duggan, een regelmatig terugkerende rol in de langlopende soap Close to Home en een regelmatig terugkerende rol in de Australische televisieserie Farscape.
Hij heeft ook in verscheidene films uit Nieuw-Zeeland gespeeld, zoals Utu, Carry Me Back, Goodbye Pork Pie, Old Scores en Beyond Reasonable Doubt.

## Trivia
Ondanks zijn Welshe afkomst, wordt de achternaam van Bach uitgesproken als "Baitch", en niet zoals het Welshe woord voor klein.